# Friedrichs-Polytechnikum

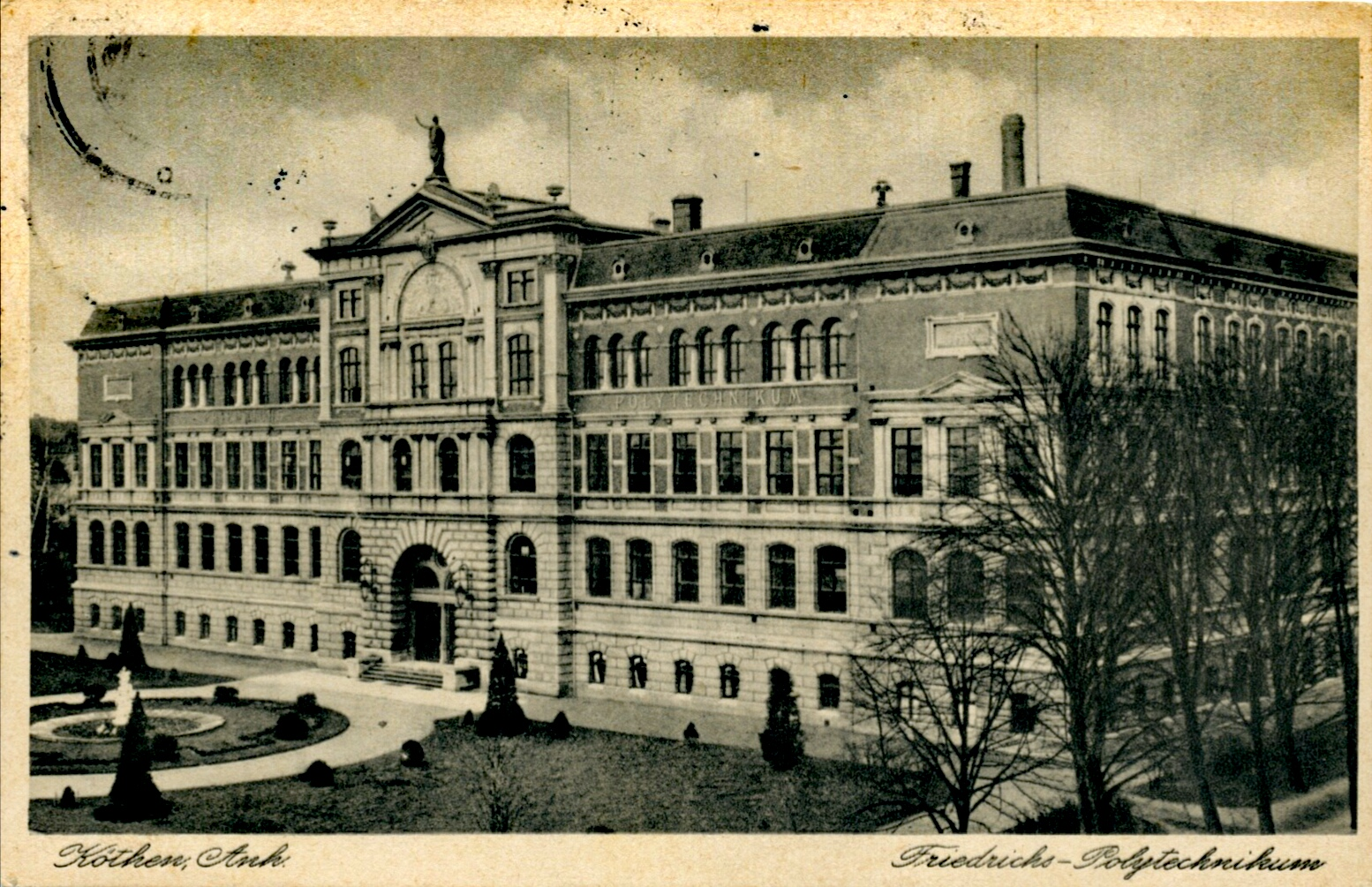
Friedrichs-Polytechnikum (vor 1919)

Das Friedrichs-Polytechnikum entstand 1891 als private Lehranstalt für Techniker in Köthen (Anhalt). Es kam 1897 in städtischen Besitz und erhielt 1906 den Namen von Herzog Friedrich II. 1919 wurde es zur Gewerbe- und Handelshochschule Köthen. Sie ging später in der Hochschule Anhalt auf.

## Hintergrund
Anhalt-Köthen verfügte am Ende des 19. Jahrhunderts über eine moderne Industrie und Landwirtschaft. Ab 1841 wurde Köthen zu einem wichtigen Eisenbahnknotenpunkt. Das Herzogtum produzierte 30 % des deutschen Steinsalzes und belegte den 6. Platz in der Produktion von Braunkohle. Bei den hoch bonitierten Böden war die Landwirtschaft hoch produktiv, besonders in Anbau und Verarbeitung von Zuckerrüben. Die Starkstromtechnik brachte den Bau von Kraftwerken und Verteilnetzen, von Betrieben der Chemie-, Metallurgie- und Textilindustrie sowie von Fabriken zur Papier-, Glas- und Keramikherstellung. Damit diese Entwicklung an Köthen nicht vorbeiging, wollte der Verein zur Förderung gemeinnütziger Interessen den Standort für Gewerbe- und Industrieansiedlungen anziehender machen. Kreative und produktive Bürger sollten als Unternehmensgründer gewonnen werden. Als entscheidend wurde die Einrichtung eines Lehrinstituts angesehen.

## Gründung

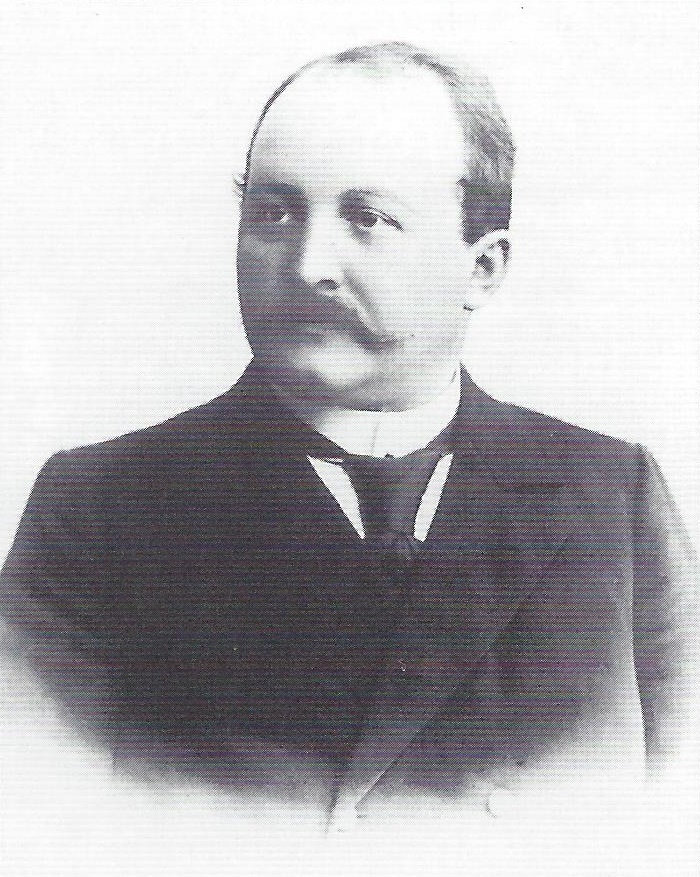
Edgar Holzapfel

Das Institut wurde am 4. Mai 1891 mit sechs Hörern eröffnet, im folgenden Wintersemester waren es schon 50. Unterrichtet wurde im Schloss Köthen sowie im Marstall, in der Remise und im Pavillon.
Mit Vertrag vom 30. Dezember 1891 gewann der Verein Edgar Holzapfel aus Magdeburg als Direktor und Inhaber der Akademie. In seiner Denkschrift Die technischen Schulen und Hochschulen und die Bedürfnisse der deutschen Industrie (1893) führte er aus, „daß die Universitäten die Chemie und Physik als reine Naturwissenschaften verstehen, dagegen die angewandten Naturwissenschaften, also die Mechanik und die chemische Technologie keine Pflegestätte fanden.“ Letzteres galt nach Auffassung Holzapfels auch für die Technischen Hochschulen. Angesiedelt zwischen Hochschule und Technischer Mittelschule, sollte das Technikum die Bedarfslücke mit praxisnaher Ausbildung auf wissenschaftlicher Grundlage schließen. Holzapfels Konzept fand bei der Anhaltischen Regierung keine Zustimmung; denn sie sah den inhärenten akademischen Anspruch als nicht erfüllbar an. Gleichwohl genehmigte sie ein Ingenieur-Diplom, das wiederum die Technischen Hochschulen ablehnten.
Unabhängig davon errang die als „Höheres technisches Institut“ umbenannte Einrichtung rasch einen guten Ruf. Dank ihres qualifizierten Lehrpersonals waren im Wintersemester 1894/95 bereits 247 Studenten eingeschrieben, darunter 45 Ausländer. Da das Institut sich im Wesentlichen selbst zu tragen hatte, mussten hohe Studiengebühren erhoben werden. Holzapfel richtete seine Tatkraft nun auf den Bau eines Studiengebäudes und gewann dafür den Magistrat von Köthen.

## Gebäude
Das Schulgebäude wurde nach einem Entwurf des Köthener Stadtbaumeisters Paul Bunzel gebaut. Der historistische Ziegelbau hat einen Sockel aus Bossenwerk und dreieinhalb Geschosse, die Fassade wird durch drei Risalite rhythmisiert. Die reiche Werksteingliederung zeigt Formen der Neorenaissance. Am 28. November 1896 wurde der Grundstein gelegt. Nach elf Monaten konnte am 18./19. Oktober 1897 der Mittelbau des „Roten Gebäudes“ eingeweiht werden. Bis 1900 waren auch die Seitenflügel fertiggestellt.
In unmittelbarer Nähe wurde 1924–1926 nach Entwurf des Architekten Hermann Heinze das Grüne Gebäude in sachlichen Formen errichtet. Als Bauschmuck entwarf der Hallesche Maler Richard Degenkolbe (1890–1974) die Farbverglasungen über dem Eingangsportal und im Zwischenbau zum Hörsaal sowie die farbige Bemalung der Decken und Wände.

## Entwicklung bis 1914

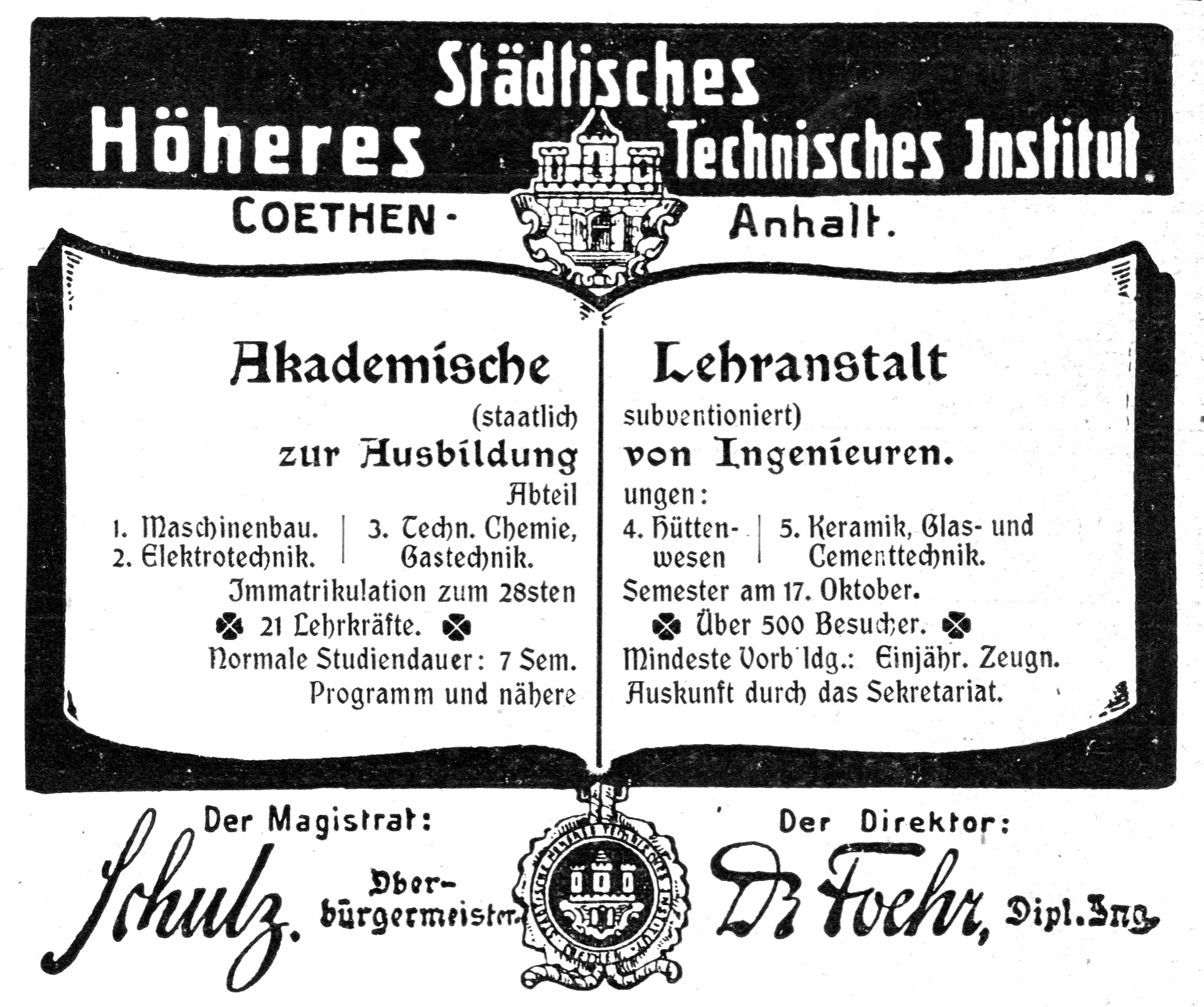
Anzeige in der Zeitschrift Die Woche im Jahr 1904

Holzapfel zog sich aus dem Unternehmen zurück und verkaufte das Institut 1897 an die Stadt, dennoch ging der Aufbau dank der Weitsicht maßgeblicher Magistratsmitglieder weiter. 1902 wurde der Bau eines Maschinenlaboratoriums beschlossen. Am nunmehrigen Städtischen Köthener technischen Institut lehrten anerkannte Fachleute. Dazu zählten Karl Hermann Zipp (Hochspannungstechnik), Dr. Frederick Dupré (Elektrochemie) und Dr. Hinz (chemische Technologie). 1904 wurde Karl Friedrich Foehr zum Direktor berufen, weil er fundierte theoretische Kenntnisse mit umfangreichen praktischen Erfahrungen in sich vereinte. Er festigte die Mittelstellung des Instituts zwischen Hochschulen und technischen Mittelschulen. Um Niveau und Ansehen des Polytechnikums zu heben, wurden unter seinem Einfluss die Aufnahmebedingungen angehoben, die Studiendauer verlängert, eine einheitliche Prüfungsordnung eingeführt und der Lehrplan ständig erweitert. Ab 1905 unterstand das Polytechnikum der Oberaufsicht der Anhaltischen Regierung, Abteilung Schulwesen, durch einen Kommissar war sie bei der Abnahme der Diplome vertreten. Die vorzuhaltenden Einrichtungen wurden durch ein Statut festgelegt, das von der Staatsregierung in Dessau am 1. Oktober 1905 genehmigt wurde.

### Friedrichs-Polytechnikum
Am 7. August 1906 wurde die Schule zu Köthen nach dem regierenden Herzog Friedrich II. in Städtisches Friedrichs-Polytechnikum umbenannt. Die interne Aufsicht oblag einem Kuratorium, das aus dem Bürgermeister und vier weiteren Mitgliedern bestand, die der Regierung zu nennen waren. Das Kuratorium, an dessen Sitzungen der Direktor teilzunehmen hatte, hatte über alle finanziellen Angelegenheiten zu beschließen. Der Jahresetat betrug etwa 250.000 Mark. Die Kosten des Lehrbetriebes waren allein aus den Studiengebühren aufzubringen. Der mit der Leitung und der Vertretung des Polytechnikums nach außen betraute Direktor war beiden Instanzen verantwortlich. Für die internen Entscheidungen und Regelungen stand ihm das Dozentenkollegium beratend zur Seite, in Prüfungs- und Disziplinarangelegenheiten als Beschlussorgan. Für die Aufnahme in den Lehrkörper hatte ein Dozent als Voraussetzungen die Reifeprüfung an einer neunstufigen höheren Lehranstalt, eine abgeschlossene Hochschulbildung und fünfjährige Berufspraxis nachzuweisen.
Zur Vermittlung von praxisbezogenem Wissen und Können wurden nicht nur die Dozenten unter diesem Aspekt ausgewählt; sondern auch im Lehrbetrieb wurde zur Veranschaulichung des Unterrichtsstoffs besonderer Wert auf Übungen, Kolloquien, Seminare und Exkursionen gelegt. Im Jahr 1907 waren am Polytechnikum die folgenden Studienzweige vertreten:
1. Maschinenbau (Allgemeine Maschinentechnik, Verwaltungstechnik)
2. Elektrotechnik (Allgemeine Elektrotechnik, Laboratoriumstechnik)
3. Technische Chemie (Allgemeine technische Chemie, Gastechnik, Papiertechnik, Photochemie, Elektrochemie)
4. Metallurgie (Allgemeine Hüttentechnik, Eisenhüttentechnik, Metallhüttentechnik)
5. Keramik (Allgemeine Keramik, Zementtechnik, Glastechnik)

Daneben wurden Fachkurse etwa in Zuckertechnik und Funkentelegrafie angeboten. Für Interessierte fanden Ferienkurse für koloniale Technik statt. Diese Spezialvorlesungen hielten Professoren der Technischen Hochschule Charlottenburg, der Universität Halle und anderer Hochschulen.
Das mit allen technischen Ausstattungen der Zeit versehene Studiengebäude umgab zehn Hörsäle, acht Zeichensäle sowie 38 Sammlungs- und Experimentiersäle, neun Laboratorien sowie das mineralogisch-geologische, das mechanisch-technologische und das photographische Institut, ferner Sammlungen von Apparaten, Demonstrationsobjekten, Vorlagen, Zeichnungen sowie umfangreiche Materialsammlungen aus den neun Fachbereichen. Die Bibliothek verzeichnete die deutschen Patentschriften und etwa 200 Tages- und Fachzeitungen.
Zum Semesterwechsel 1911 wurde im Polytechnikum als der ersten deutschen Hochschule das Esperanto für die Handelsingenieure als obligatorisches Prüfungsfach im schriftlichen und fakultativ im mündlichen Vorexamen eingeführt.

### Aufnahmebedingungen
Die Aufnahmebedingung für Studierende war – wie bei den technischen Hochschulen – das Reifezeugnis einer neunstufigen höheren Lehranstalt. Außer den Studierenden wurden Hörer zugelassen, die das Befähigungszeugnis für den einjährig-freiwilligen Militärdienst besaßen (Mittlere Reife). Auch sie konnten zu den Examen zugelassen werden und ein Ingenieur-Diplom erlangen.

### Selbstverwaltung
Die Besucher des Polytechnikums waren über eine akademische Krankenkasse für Krankheitsfälle und alle mit dem Ausbildungsbetrieb verbundenen Unfälle versichert. Als Vertretung wählten die Studenten und Hörer einen Ausschuss, der in der Deutschen Studentenschaft Sitz und Stimme hatte. Die Gründung von Vereinen und Studentenverbindungen bedurfte der Genehmigung des Direktors.

### Studienbetrieb
Die normale Studiendauer betrug für alle Studiengänge sieben Semester. Nach ihrer Form entsprachen die Ingenieurprüfungen der der Diplomprüfungen an den Technischen Hochschulen, mit einer Vorprüfung zu Beginn des fünften und einer Hauptprüfung nach sieben Semestern. Bescheinigte Semester von Universitäten und Technischen Hochschulen wurden ganz, die von höheren technischen Fachschulen zur Hälfte angerechnet. Die Prüfungen wurden in den Fachbereichen vor einem Prüfungsausschuss von drei Dozenten abgelegt. Unter dem Vorsitz des Direktors gehörten ihm ferner der Abteilungsvorsteher und ein weiterer Prüfer an sowie bei den Hauptprüfungen der staatliche Kommissar.
Nach hinhaltendem Widerstreben erkannte die herzogliche Regierung die Zwischenstellung der Köthener Lehranstalt zwischen technischer Hochschule und technischer Mittelschule (Technikum) im Jahr 1910 an. Sie akzeptierte damit die Argumentation der Befürworter des Polytechnikums, die in einer Denkschrift formuliert hatten, „die Industrie verlangt eine große Anzahl junger Kräfte, welche die Resultate der wissenschaftlichen Forschungen im praktischen Leben anzuwenden verstehen.“ Die steigende Anzahl an Immatrikulationen bestätigte die Richtigkeit dieser Strategie. 1910 waren bereits 619 Studierende eingeschrieben, davon 180 Ausländer aus aller Welt, insbesondere Russen, und 1912 die ersten Frauen.
Auch zu dieser Zeit war das Polytechnikum bei der Finanzierung seines laufenden Geschäftsbetriebs auf sich allein gestellt und hatte sie über die Studiengebühren sicherzustellen. Der Staat unterstützte die Stadt bei Gebäuden und Betriebsmitteln nur von Fall zu Fall.

### Außenwirkung
Nach außen hatte das Polytechnikum sich gegen Angriffe wegen seiner Mittelstellung zu wehren. Der Verband Deutscher Diplom-Ingenieure bezweifelte den akademischen Charakter und stellte die Ausbildungsergebnisse in Frage. Foehr hielt dem entgegen, dass die Technischen Hochschulen selbst größtenteils aus Polytechnika hervorgegangen waren. Die dadurch entstandene Lücke in der Ingenieurausbildung gälte es im Interesse der Industrie zu schließen. Heinrich Müller-Breslau stellte fest, dass die Köthener Studenten eine solide Ausbildung erhielten. Hans Bredow wies in einer Denkschrift nach, dass die Ingenieure von der Industrie mit offenen Armen aufgenommen würden und viele in kurzer Zeit in leitende Positionen gekommen waren.

### Erster Weltkrieg
Der Erste Weltkrieg beließ nur 60 dienstuntaugliche Studenten in Köthen. Das Institut setzte den Lehrbetrieb zwar unter immer schwierigeren Umständen fort, war aber bei Kriegsende hoch verschuldet und in katastrophalem Zustand. Im Krieg waren 276 Studenten gefallen.

## Weimarer Republik
Die Verhältnisse am Polytechnikum unterlagen in der Weimarer Republik völlig neuen gesellschaftspolitischen Bedingungen; auch in dieser Epoche gelang die Entwicklung zu einer Technischen Hochschule nicht. Der nunmehrige Freistaat Anhalt wurde von einem sozialdemokratischen Staatspräsidenten regiert. Er ernannte Hugo Junkers zum Staatssekretär für Prüfwesen am Polytechnikum. Die Schulleitung bemühte sich weiter um Verstaatlichung der Einrichtung. Man versprach sich davon eine breitere finanzielle Basis sowie Fortschritte auf dem Weg zur Anerkennung als Technische Hochschule; jedoch lehnte die Staatsregierung alle Gesuche bis 1933 mit der Begründung ab, dass dafür kein Geld zur Verfügung stünde und nur eine Minderheit der Studenten anhaltische Staatsbürger wären.

### Städtische Gewerbe- und Handelshochschule
Einziges Ergebnis der Anstrengungen war, dass der Staatsrat 1919 das Polytechnikum in Städtische Gewerbe- und Handelshochschule umbenannte. Er verfügte ferner, dass an erfolgreich tätige Dozenten der Professorentitel verliehen werden konnte und die bisherigen „Polytechniker“ sich nunmehr offiziell als Studenten bezeichnen durften. Dessen ungeachtet wurde die Schule kontinuierlich ausgebaut. Bereits 1919 wurden die Fachrichtung Handelswissenschaften und -ingenieurwesen, eine Bauabteilung sowie der Lehrstuhl für elektrische Messtechnik eingerichtet. Gesamtausgaben für die Verbesserung der Studieneinrichtungen 1920/21 von 1,5 Millionen Mark standen staatliche Zuschüsse von 50.000 Mark gegenüber. Die Studiengebühren mussten erhöht werden.
Zu dieser Zeit studierten in Köthen 1.071 Personen, davon 27 Maschinenbau, 150 Elektrotechnik, 60 technische Chemie einschließlich Glas- und Zuckertechnik, 60 Hüttenwesen und Keramik, 89 Handelswissenschaften, 49 Papiertechnik und sieben Bauwesen. Darunter waren acht Frauen und 49 Ausländer. Die Zahl der Studierenden stieg 1921 auf 1.300 an, 1923 auf 1.500. Ihre soziale Zusammensetzung änderte sich durch Angehörige der Mittelschichten und der Arbeiterklasse.
Gegen den Widerstand einiger Dozenten und des Verwaltungskommissars begannen 1919 die Bemühungen der Studentenschaft um ein Mitspracherecht und die eigene Vertretung durch einen Allgemeinen Studierendenausschuss. Unter maßgeblicher Beteiligung der Korporationen wurde für den AStA eine Verfassung konzipiert. Sie wurde von den Studenten angenommen und schließlich von der Leitung der Hochschule bestätigt. Die Kammer wurde Anfang 1920 gewählt, Ämter, Ausschüsse und ein geschäftsführender Vorstand gebildet bzw. besetzt. Die Korporationen, insbesondere die Corps, gewannen auf die Studentenvertretung maßgebenden Einfluss.

### Rektor und Staat

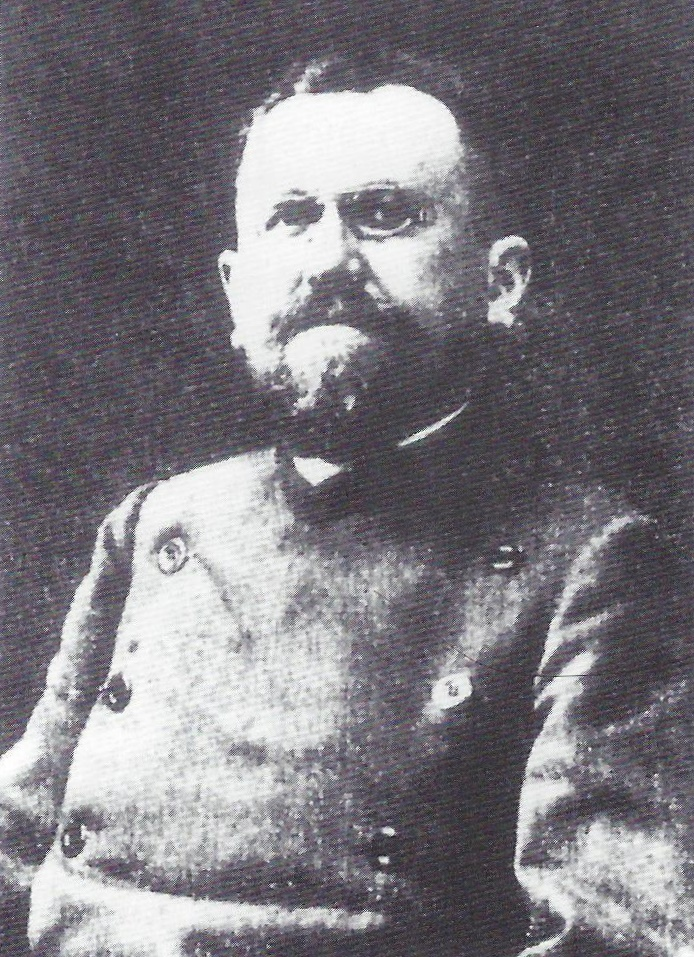
Karl Friedrich Foehr

Um die Verhältnisse denen der Technischen Hochschulen anzugleichen, beschloss das Kuratorium 1920 die Einführung einer Senatsverfassung mit einem gewählten Rektor an der Spitze des siebenköpfigen Senats. Zum ersten Rektor wurde Foehr, in den Senat Zipp und Michel gewählt. Als eine der ersten Amtshandlungen stellte der neue Rektor einen abermaligen Antrag an die Landesregierung auf Verstaatlichung der Hochschule, weil das Gros der Studenten aus dem Mittelstand die hohen Gebühren von 1.000 Mark jährlich nicht tragen konnte, die die privatwirtschaftlich finanzierte Einrichtung zur Kostendeckung verlangen musste. Zwar unterstützte die Mehrheit im Landtag den Antrag, aber der Staatsrat lehnte wiederum „endgültig“ ab. In der Folge mussten die Studiengebühren weiter auf etwa 1.300 RM angehoben werden, obwohl sie inzwischen das Doppelte der bei vergleichbaren Einrichtungen üblichen Gebühren betrugen. Zur Deckung der Etatlücke von rund 500.000 Mark bei einem Haushalt von 2 Millionen Mark musste bei privaten Stiftern und Spendern um Geldmittel nachgesucht werden. Die Bemühungen vermochten die existenzbedrohende Lage, die Ende 1921 eintrat, nicht zu beheben. Die Berechtigung der Einrichtung als Hochschule stand weiterhin auf dem Prüfstand. In einer Verhandlung bei Staatspräsident Heinrich Deist senior Anfang 1922 gab der Einsatz von Hugo Junkers für die Erhaltung der Hochschule als Ausbildungsstätte für den praxisorientierten, ökonomisch ausgebildeten Ingenieur den Ausschlag. Die Zuständigkeit für die weitere Entwicklung der Schule wurde der Stadt in Eigenverantwortung übertragen und der staatliche Zuschuss auf 300.000 Mark jährlich heraufgesetzt. Der Stadtrat beschloss daraufhin den weiteren Ausbau und die finanzielle Unterstützung.
Die Hyperinflation des Jahres 1923 machte diese Ansätze wieder zunichte. Zugleich setzten sich die Auseinandersetzungen um den Status der Schule sowohl intern als auch von außen mit erhöhter Intensität fort. Junkers kam die Aufgabe zu, mit Wilhelm Schlink einen Gutachter zu benennen, der als anerkannter Wissenschaftler und Praktiker die in Köthen verfolgte Verbindung von Wissenschaft, Technik und Wirtschaft zu bewerten. Dabei wollte Junkers nachweisen, dass das Polytechnikum im volkswirtschaftlichen wie auch im Interesse der Stadt und des Landes unbedingt erhaltenswert war. Schlink hob in seinem Gutachten den günstigen Gesamteindruck des Polytechnikums hervor, klammerte aber den erst drei Jahre zuvor eingerichteten Zweig der Handelshochschule als profilfremd aus. Er schlug in Einzelbereichen bauliche Verbesserungen vor und betonte den Wert der Ausbildung für breit angelegte Spezialgebiete der industriellen Praxis. Auch die Anerkennung als Hochschule mit entsprechender Verfassung befürwortete er. Er empfahl jedoch, die Lehrveranstaltungen für die Studenten obligatorisch zu erklären und den Stoff noch stärker seminaristisch zu erarbeiten sowie jährliche Zwischenprüfungen einzuführen.
Im Sommer 1923 genehmigte die Dessauer Regierung die Rektoratsverfassung. Zugleich forderte sie die Auflösung des Zweiges der Handelshochschule. Als Staaten wie Österreich und die Tschechoslowakei den Köthener Ingenieurabschluss als staatlichen Hochschulabschluss anerkannten, kam das anhaltische Staatspräsidium nicht mehr umhin, den Hochschulstatus offiziell zu bestätigen. Es stimmte schließlich im Oktober 1925 der Satzung von 1920 zu, die einige Änderungen erfuhr. Die Amtszeit des Rektors wurde auf drei Jahre festgelegt. Magistrat und Kuratorium – in dem auch Rektor und Dozenten vertreten waren – bestimmten einen Verwaltungsdirektor für den laufenden Betrieb. Im Senat saßen neben dem Rektor Prorektoren und Abteilungsvorsteher. Die Studentenkammer war nicht in den Organen vertreten. Der Name Friedrichs-Polytechnikum, Städtische Gewerbehochschule zu Cöthen blieb bestehen.

### Lehrangebot
Den Charakter des Polytechnikums prägten fortan die Fachabteilungen Maschinenbau, Elektrotechnik, Technische Chemie, Technologie und technisch orientierte Betriebswirtschaftslehre. Als ergänzende Lehrfächer waren in die Lehrpläne aufgenommen Starkstromtechnik, Botanik, Ethik und Ästhetik, Geschichte, Luftschifffahrt und Rechtslehre. Ab 1924 wurde ein Neubau für das Chemisch-technologische Institut errichtet. Die anhaltische Regierung verweigerte dafür sogar ein Darlehen. So übernahm die Stadt Köthen die Finanzierung für dieses richtungsweisende Bauwerk. Sie trug auch die Kosten für ein neues Auditorium maximum. Eingeweiht wurde das Institut am Gründungstag der Hochschule, am 4. Mai 1926 unter dem Rektorat von Zipp, der im Mai 1925 gewählt worden war.

### Studentenheim
1927 wurde das erste Studentenheim in Köthen eingeweiht. Bereits seit 1923 konnte in einer ehemaligen Gaststätte ein verbilligtes Essen angeboten werden, und nach dem Erwerb eines geeigneten Gebäudes darin neben der Mensa Aufenthalts-, Lese- und Arbeitsraum eingerichtet werden. Das Heim musste sich selbst tragen und wurde entscheidend von Alten Herren der Köthener Korporationen gefördert.

### Blüte
Die Statussicherung in Verbindung mit der besser abgesicherten finanziellen Basis bewirkten ein Aufblühen des Köthener Polytechnikums in den folgenden Jahren, zumal es dem Bedarf der sich gewaltig entwickelnden Industrie in Deutschland in nahezu sämtlichen ihrer Bereiche mit solide ausgebildetem Ingenieurnachwuchs optimal dienen konnte.

## Berühmte Schüler
- Alfred Schmidt (1879 – nach 1931), deutscher Maschinenbauingenieur und Manager
- Friedrich Hamann (1889 – nach 1930), deutscher Ingenieur und Manager der Energiewirtschaft
- Rudolf Joho (1898–1966), Schweizer Theaterschauspieler und Regisseur
- Rudolf Schlidt (1914–2012), deutsch-amerikanischer Ingenieur und Raumfahrtpionier
- Eric Tigerstedt (1887–1925), finnischer Erfinder